# Elsa Peretti
Elsa Peretti (Florencia, 1 de mayo de 1940-San Martivell, 18 de marzo de 2021) fue una diseñadora de joyas, filántropa y modelo de moda italiana. Sus joyas y piezas de diseño para Tiffany & Co, están incluidas en la colección del siglo XX del Museo Británico, el Museo de Bellas Artes de Boston y el Museo de Bellas Artes de Houston. El brazalete Bone es considerado una pieza icónica de la joyería de los años setenta. Fue modelo de Halston, Helmut Newton y Francesco Scavullo, cuando llegó a Tiffany's con sus joyas modernas. Fue en gran parte responsable de la restauración del pueblo de San Martivell en Cataluña, España. A través de sus fundaciones, apoyó una amplia variedad de causas culturales, sociales y artísticas.

## Infancia
Elsa Peretti nació en Florencia, Italia, como la hija menor de Ferdinando Peretti (1896-1977) y Maria Luisa Pighini. Ferdinando Peretti fundó Anonima Petroli Italiana (API), una gran empresa petrolera italiana, en 1933. Estuvo separada de su familia conservadora durante gran parte de su vida.
Se educó en Roma y Suiza. Inicialmente se ganó la vida enseñando italiano y trabajando como instructora de esquí en el pueblo de montaña suizo de habla alemana de Gstaad. En 1963, se mudó a Milán, Italia, para obtener una licenciatura en diseño de interiores y trabajar para el arquitecto Dado Torrigiani.

## Carrera profesional

### Modelaje
En 1964 se convirtió en modelo de moda, trabajando en Barcelona, España donde posó para Salvador Dalí y Oriol Maspons. En 1968 se mudó a Nueva York por consejo de la agencia de modelos Wilhelmina. A principios de la década de 1970, junto con Karen Bjornson, Anjelica Huston, Alva Chinn, Pat Cleveland y Pat Ast, entre otras, se convirtió en una de las modelos favoritas del diseñador Halston, apodadas las Halstonettes. A finales de los años 70, Peretti era una habitual de Studio 54, junto con el diseñador Halston, Andy Warhol y Liza Minnelli. Según Halston, «Elsa tenía estilo: hacía suyo el vestido que modelaba». La fotografía de Helmut Newton Elsa Peretti en traje de conejita se considera una imagen perdurable de la década de 1970.

### Diseño de joyas
En 1969 Peretti comenzó a crear nuevos estilos de joyería para un puñado de diseñadores de moda en Manhattan. Su primer diseño fue un florero de cinco centímetros hecho de plata de ley, que se llevaba con una correa de cuero, inspirado en un hallazgo en un mercadillo. Lo llevó una de las modelos de Giorgio di Sant'Angelo y fue un éxito. En 1971 ya diseñaba joyas para Halston. Continuó usando plata, que pasó de ser «común» a ser una opción popular para Liza Minnelli y otros. Se considera que piezas como Bone Cuff incorporan formas orgánicas con la apreciación del cuerpo humano, y cierran la brecha entre la joyería de fantasía y las joyas serias.

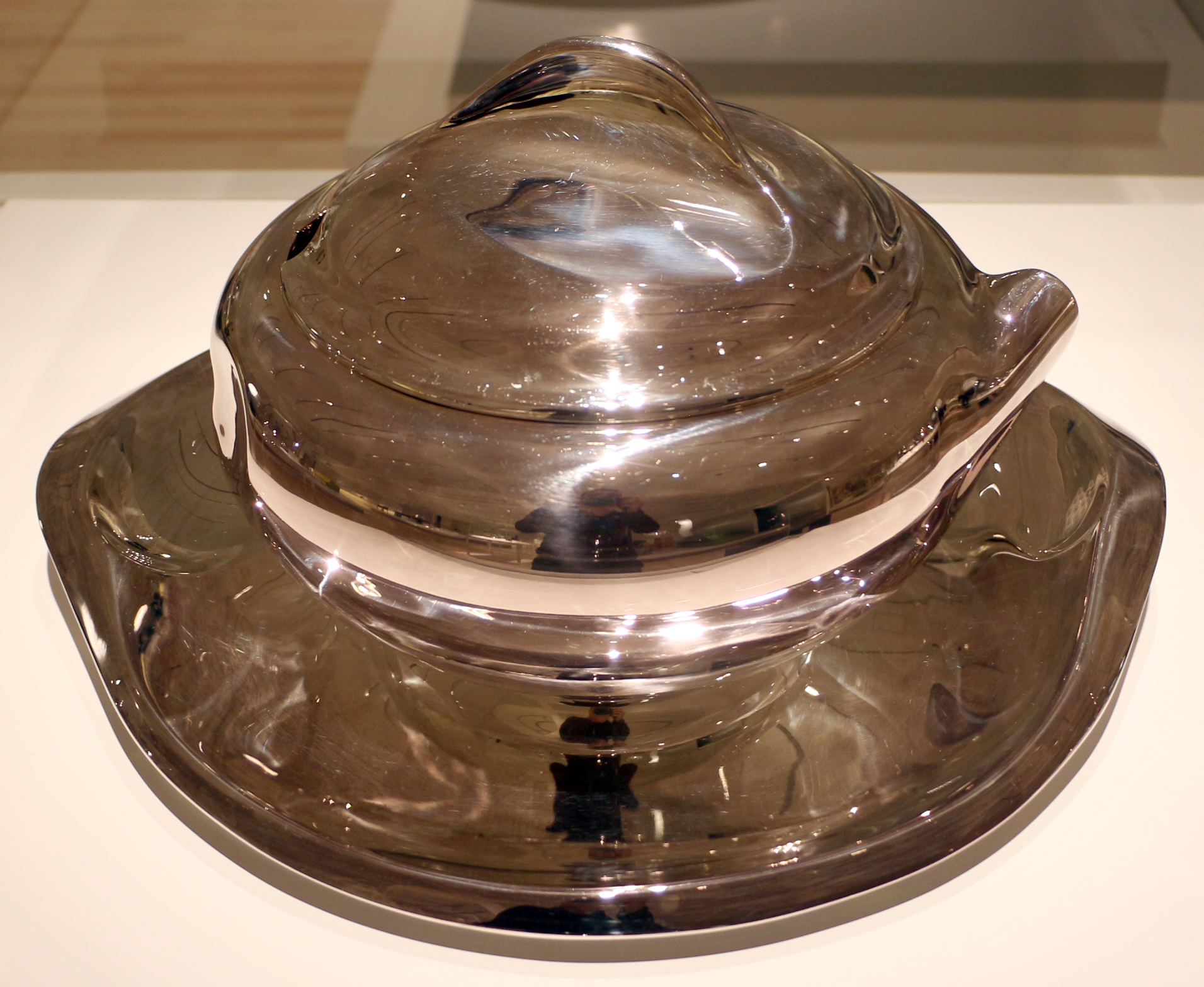
Elsa Peretti, cuenco con tapa y bandeja, plata de ley, para Tiffany & Co., 1984

Cuando Peretti se incorporó a Tiffany & Co. como diseñadora independiente, ya había recibido el premio Coty de 1971, y había aparecido en la revista Vogue. En 1972, Bloomingdale's, uno de los grandes almacenes más importantes de Nueva York, abrió una boutique dedicada a Peretti. En 1974 firmó un contrato con Tiffany & Co para diseñar joyas de plata y en 1979, fue la principal diseñadora de la firma. Sus piezas de plata fueron consideradas como «divertidas» y atrajeron a una clientela más joven.También diseñó cubiertos para Tiffany, pero solo después de haber establecido un seguimiento sólido con sus joyas.
Diseñó más de treinta colecciones para Tiffany. Fue así que viajó a Japón, China y Europa y se basó en el trabajo de los artesanos de allí en la creación de colecciones clásicas como Bean, Open Heart, Mesh, Bone y Zodiac. Además de la plata de ley, parte de su firma fue el uso de materiales como el jade, laca y ratán. En 2012, Tiffany y Peretti ampliaron su asociación por otros veinte años. En 2015, sus diseños de marca Elsa Peretti representaron el 8 % de las ventas netas de Tiffany. Sus obras han sido descritas como «revolucionarias», «atemporales, distintas y modernas», convirtiéndose en piezas icónicas a cincuenta años de su creación.
El libro Tiffany Style : 170 Years of Design de John Lorning, dedica dieciocho páginas de imágenes de su diseño de joyas y vajillas.

## Cataluña, España
En 1968 Peretti compró una casa en el pueblo de San Martivell, en Cataluña, España. Durante los siguientes diez años hizo restaurar la casa, viviendo a menudo en condiciones difíciles durante el proceso. En la década de 1980, la casa de color amarillo mostaza era su refugio y su hogar preferido. Piezas como su collar de escorpiones, ahora en el Museo Británico, se inspiraron en la flora y fauna de San Martivell.
A partir de ese momento, Peretti se dedicó a restaurar partes del pueblo circundante, comprando edificios adicionales y renovándolos. En 2017, aproximadamente la mitad del pueblo había sido reconstruido. Sus proyectos incluyeron la rehabilitación del interior de la iglesia de Sant Martí Vell, la iglesia parroquial de San Martivell en 2012-2013. El sitio tiene una larga historia, que abarca un asentamiento romano en el s. II d. C., un recinto medieval, un templo románico de los siglos XI-XII y la construcción de un edificio de estilo gótico tardío a finales del siglo XVI. Los trabajos realizados han incluido la excavación de restos arqueológicos que datan de un asentamiento romano y el reacondicionamiento de una tumba sepulcral, así como la restauración de elementos existentes y la dotación de otros nuevos. También apoyó la gestión de los documentos históricos del siglo XVI de la ciudad, la conservación del archivo fotográfico de Oriol Maspons y la conservación de la ciudad romana de Empúries.
Peretti estableció un viñedo en funcionamiento en San Martivell, plantando Ca l'Elsa en 2004 y Can Nobas en 2007. La bodega propiamente dicha se completó en 2008 y los vinos finos se comercializan con la etiqueta ecológica Eccocivi, que significa «Aquí estamos para hacer vino».
También brindó un gran apoyo a iniciativas culturales, científicas, humanitarias y educativas, así como a los derechos humanos. Gran parte de este trabajo ha sido apoyado por sus fundaciones. Impulsó las artes visuales y fomentó la consolidación, protección y difusión del patrimonio histórico, artístico, cultural, arquitectónico y artesanal de Cataluña. Animó a personas como el guitarrista Michael Laucke y el pintor-escultor Robert Llimós a utilizar San Martivell. Creó el Teatre Akadèmia de Barcelona y, sumó un espacio expositivo que se denomina Lo Spazio.
En 2013 fue la primera persona no catalana en recibir el Premio Nacional de Cultura del Consejo Nacional de la Cultura y las Artes (CoNCA).

## Filantropía
En 2000 creó una organización benéfica en honor a su padre, llamada Fundación Nando Peretti (NPF). Se informó que la fundación ha donado aproximadamente 42 millones de euros a 852 proyectos en todo el mundo durante quince años. A partir de 2015, pasó a llamarse Fundación Nando y Elsa Peretti (NaEPF).
Inicialmente, la fundación se centraba en el medioambiente y la conservación de la vida silvestre, y en los programas humanitarios, en particular los que tenían como objetivo la pobreza. Con el tiempo, el alcance del trabajo de la fundación se fue ampliando para apoyar una mayor gama de proyectos de "promoción de los derechos humanos y civiles, con especial énfasis en el derecho a la educación, los derechos de los niños y los derechos y la dignidad de las mujeres". La NPF solicita propuestas a nivel internacional y ha apoyado solicitudes de todo el mundo. Entre ellas se incluyen iniciativas en nombre de personas no representadas y minorías oprimidas, para defender su derecho a existir y preservar su cultura. La NPF apoya proyectos de investigación médica y científica para promover la salud física y mental, así como intervenciones específicas que incluyen la construcción de hospitales y otras instalaciones sanitarias. Ha financiado campañas de concienciación pública para la conservación de la vida silvestre y la protección del medioambiente. También promueve la cultura y las artes.

## Fallecimiento
El 18 de marzo de 2021 falleció en San Martivell, a los ochenta años, por causas naturales.

## Premios

### Reconocimientos
- Premio Coty de los críticos de moda estadounidenses, 1971;
- Premio President's Fellow, Escuela de Diseño de Rhode Island, 1981;
- Premio Spirit of Achievement del Albert Einstein College, 1982;
- Premio del grupo de moda "Noche de las estrellas", 1986;
- Premio de la industria de perlas cultivadas, 1987;
- Diseñador de accesorios del año del Consejo de Diseñadores de Moda de Estados Unidos, 1996.
- Cátedra Elsa Peretti en Diseño de Joyas: En 2001, Tiffany & Co. estableció la Cátedra Elsa Peretti en Diseño de Joyas. Con motivo del 25 aniversario de su exitosa y gratificante colaboración con Elsa Peretti, Tiffany & Co. creó un fondo perpetuo para el apoyo salarial de los profesores en el Departamento de Diseño de Joyas. A petición de Peretti, la donación se establece en honor a su larga amistad y asociación profesional con Samuel Beizer, presidente fundador del Departamento de Diseño de Joyas del FIT.[31]
- 2013 Premio Nacional de Cultura de la Generalitat de Catalunya, que se concede anualmente a las personas u organizaciones que se han distinguido por su destacada aportación en sus respectivos espacios culturales.[26]
- 2015: Galardón JORGC (Col·legi Oficial de Joiers, d'Orfebres, de Rellotgers i de Gemmòlegs de Catalunya) en reconocimiento a su trayectoria global[32]

### Honores
- Grande Ufficiale, Ordine al Merito della Repubblica Italiana (Orden del Mérito de la República Italiana)[33]
- Grand Cross pro Merito Melitensi (Orden de Malta)[34]
- Miembro de honor del Circolo di San Pietro[35]
- Doctorado honoris causa en Bellas Artes del Fashion Institute of Technology.[14]

### Colecciones permanentes
- Museo Británico: En 2009, el Museo Británico adquirió 30 de las creaciones de Peretti para su colección del siglo XX. El museo describe de única la capacidad de Peretti para producir objetos procedentes de diferentes partes del mundo, y señala que combinan «una excelente artesanía y un significado simbólico en una época moderna».[36] La exhibición se denominó Continuidad y Cambio, destacando el deseo del museo de mostrar las influencias y técnicas interculturales. Demuestra claramente que la colaboración entre Peretti, sus artesanos y Tiffany es un ejemplo de excelencia en el diseño contemporáneo basado en una cooperación internacional.
- Museo de Arte de Indianápolis, Indiana[37]
- Museo de Bellas Artes de Boston, Massachusetts[38]
- Museo de Bellas Artes de Houston, Texas[39]
- D'Or Museum, en la Fortaleza de San Julián de Ramis[40]

### Exposiciones
- Fifteen of My Fifty con Tiffany, Fashion Institute of Technology, Nueva York, 1990;
- Retrospectiva, tiendas Tiffany en todo el mundo, 2001
- Museo Británico: exhibición en la Sala 2 de joyas, accesorios y vajillas diseñadas por Peretti de Tiffany & Co., 2009.[41]